# Melmerby, Cumbria
Melmerby Es un pueblo en Cumbria, Inglaterra.
Es un pueblo pequeño con una población de alrededor 200 habitantes.El pueblo se sitúa a 9 millas al este de Penrith. una comunidad próspera con acceso inmediato a la intersección 40 de la autopista M6 y una estación de tren de línea principal que comunica con Londres, Manchester, Edimburgo y Glasgow. Melmerby es un remanso tranquilo con excelentes enlaces a otras partes del Reino Unido. Rodeado de un hermoso paisaje, se encuentra entre los North Pennines con su punto más alto, Cross Fell al este y el Parque Nacional del Distrito del Lago, Patrimonio de la Humanidad, a 10 millas al oeste. Es relativamente tranquilo porque el área no es tan popular entre los turistas como otras partes de Cumbria. Tiene amplias instalaciones para apoyar a los visitantes que deciden viajar fuera del Lake District National Park, que a veces se congestiona en temporada alta. 

## Historia
Se supone que Melmerby tomó su nombre de la residencia de Máel Muire, un supuesto Norse-Gael que vivió cerca del siglo IX. Los edificios históricos más importantes que sobreviven hoy en el pueblo son la iglesia de San Juan el Bautista del siglo XIII y la sala de Melmerby listada en el grado II, que comenzó como una estructura defensiva a principios del siglo XIV. La sala, construida a partir de la piedra arenisca roja local, se amplió en el siglo XVII y nuevamente en el siglo XVIII en estilo georgiano. Los terrenos de 20 acres (81,000 m²) incluyen un césped de tiro con arco, jardines de vegetales amurallados, un castillo victoriano y áreas boscosas. Las características en el interior incluyen un agujero para el sacerdote y una gran chimenea rinconera.

## Moderno Melmerby
Melmerby tiene un restaurante Egon Ronay listado: el popular Village Bakery, famoso por los panes y pasteles hechos con harina orgánica de Stonefield. Los residentes de la aldea formaron una cooperativa de consumidores y abrieron una tienda en el pueblo en 2005, que apareció en el Working Lunch de la BBC. La tienda cerró en 2008; sin embargo, está abierto y brinda un excelente servicio a la comunidad del pueblo como tienda, cafetería y alojamiento.
La zona es popular entre los excursionistas. Melmerby Fell está muy cerca y Cross Fell, la parte más alta de los Pennines, está a solo a 6 km de distancia.
La carretera A686 pasa por la aldea, y fue descrita en la revista AA por el periodista de viajes Phil Llewellin.